# Wir Kriegen Euch Alle
Albums de Feeling B
Hea Hoa Hoa Hea Hea Hoa Hea
(1989) Die Maske des Roten Todes
(1993)
Wir kriegen euch alle (qui se traduirait par Nous vous auront tous) est le deuxième album du groupe  de rock allemand Feeling B. Il est sorti en 1991.

## Liste des pistes
1. Ich such die DDR - 3:22
2. Every Night - 2:39
3. Dumdum Geschoß - 3:14
4. You Can't Beat the Feeling B - 2:11
5. Slamersong - 2:56
6. Izrael - 4:17
7. Schlendrian - 3:01
8. Soviel was ich sah - 4:22
9. Hopla He - 2:34
10. Schampuuu-Schaum - 2:25
11. II. Finale - 1:59
12. Unter dem Pflaster - 2:46
13. Du findest keine Ruh - 2:56
14. Revolution 89 - 2:53